# InstallAware
InstallAware – aplikacja do tworzenia efektywnych instalatorów stworzona przez firmę InstallAware Corporation.
IDE zawiera dwa moduły tworzenia instalatora - wizualny i MSIcode. Pierwszy jest podobny do składania formularzy w Delphi/C++Builder (Creator) i następuje ustalenie informacji paczki. W drugim można zaawansowanie zaprogramować aplikację za pomocą języka MSIcode.
InstallAware jest napisana przy użyciu języka Delphi

## Edycje
- Express - najbardziej uboga edycja InstallAware. Jest zupełnie za darmo. Dołączany do aplikacji CodeGear. Uniemożliwia pisanie MSIcode-u.
- Developer - nieco bardziej rozbudowana, może programować podstawowe możliwości MSIcode.
- Studio - edycja o dużych możliwościach tworzenia instalatorów. Pozwala tworzyć m.in. patche i więcej prerequisities.

Powstało specjalne InstallAware R2, które zawiera wszystkie edycje wymienione powyżej.